# Piper leticianum
Piper leticianum är en pepparväxtart som beskrevs av C. Dc.. Piper leticianum ingår i släktet Piper och familjen pepparväxter. Inga underarter finns listade i Catalogue of Life.